# Aimé Dupont
Pour les articles homonymes, voir Dupont.
Aimé Dupont (né le 6 décembre 1839 à Ypres et mort le 16 février 1900 à New York) est un photographe et sculpteur belge.

## Galerie

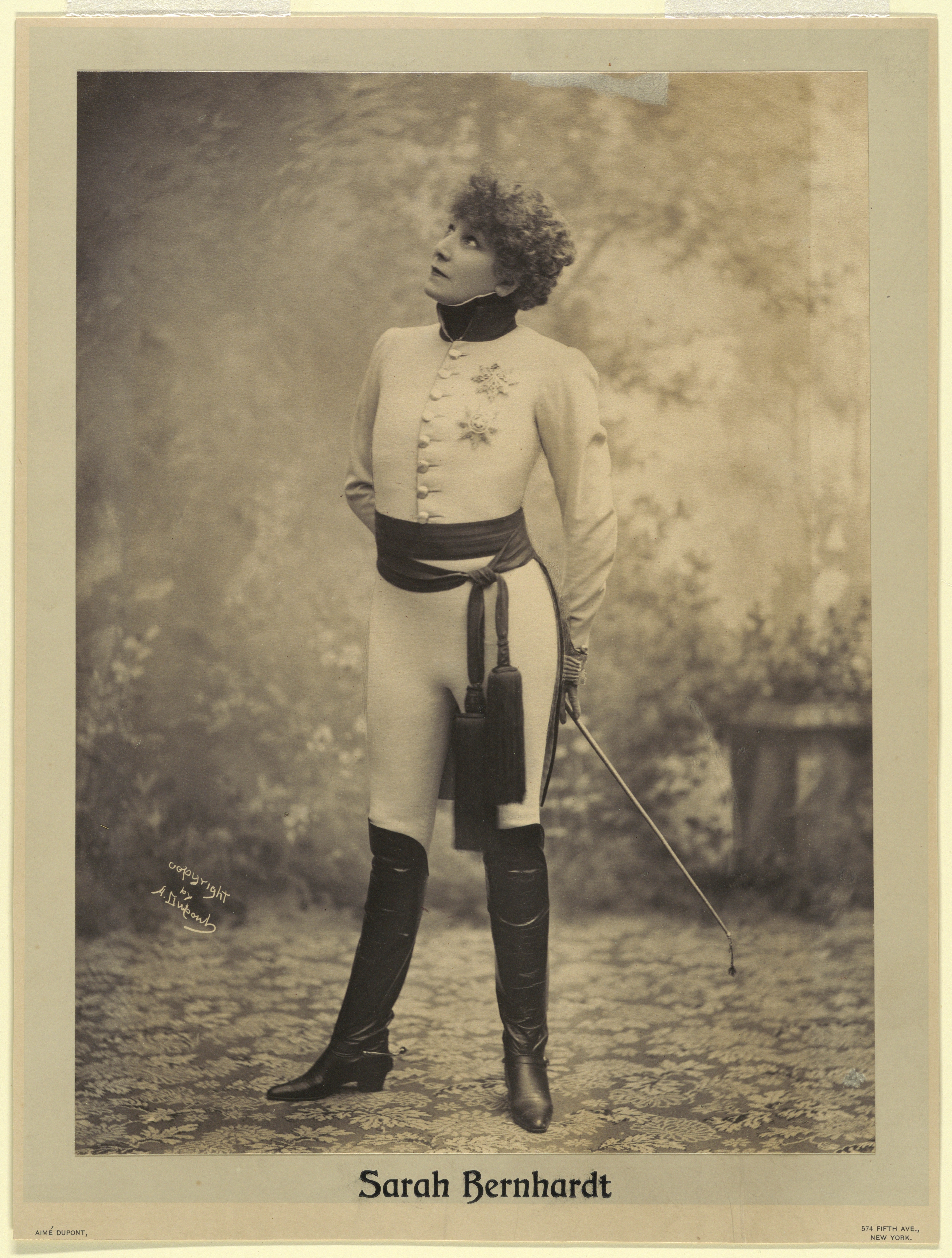
Sarah Bernhardt dans L'Aiglon vers 1900.
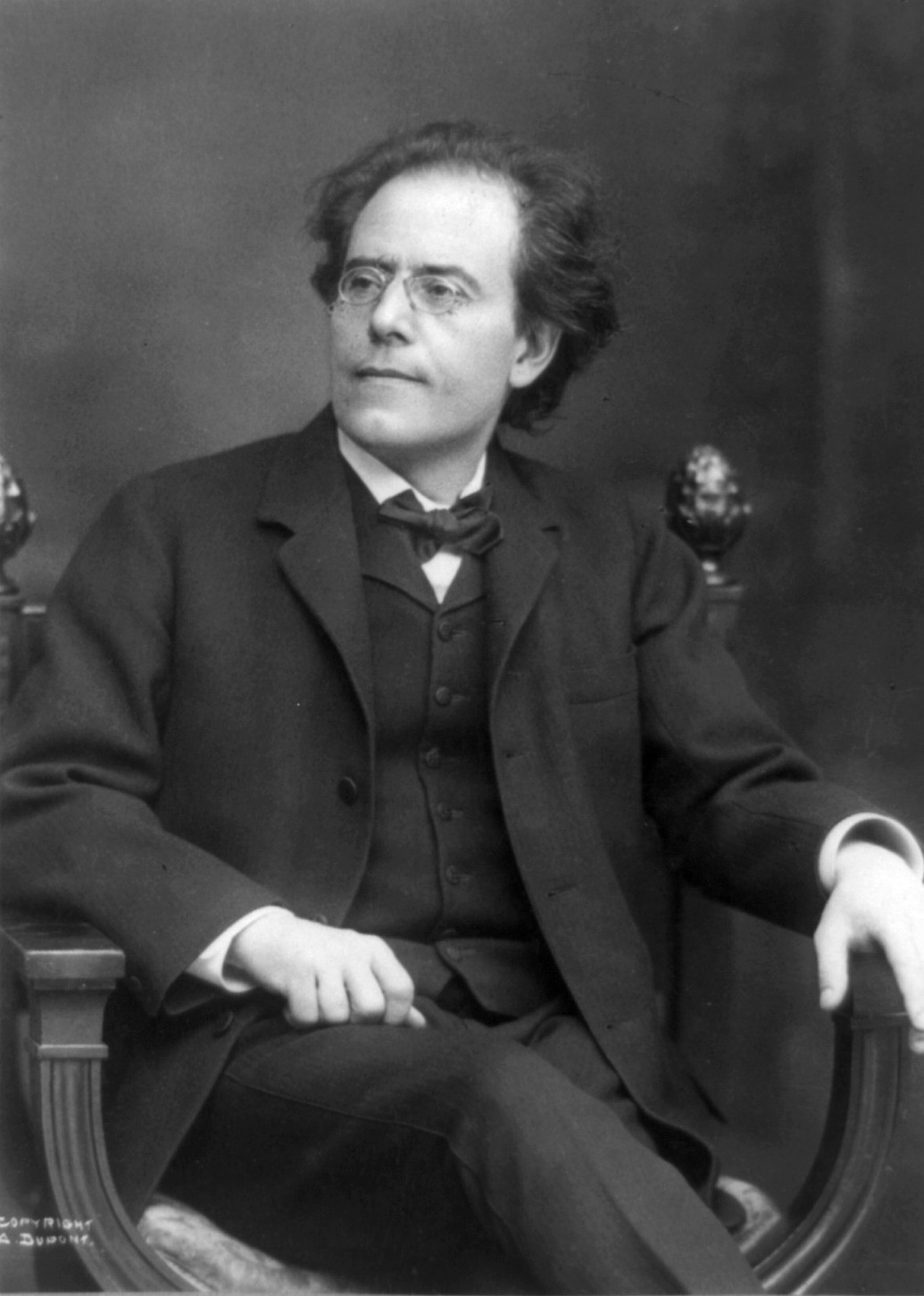
Gustav Mahler
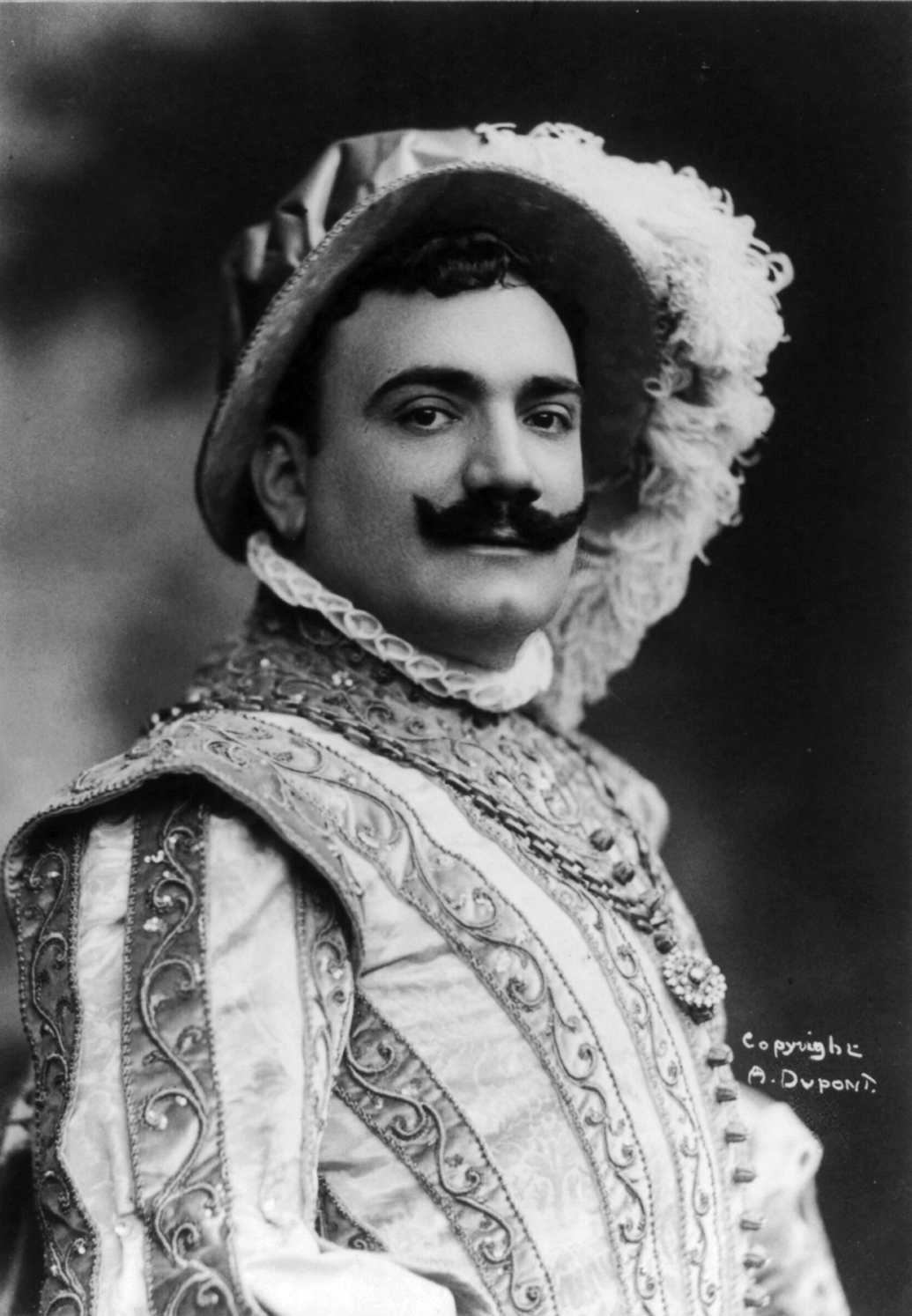
Enrico Caruso en costume dans Rigoletto.
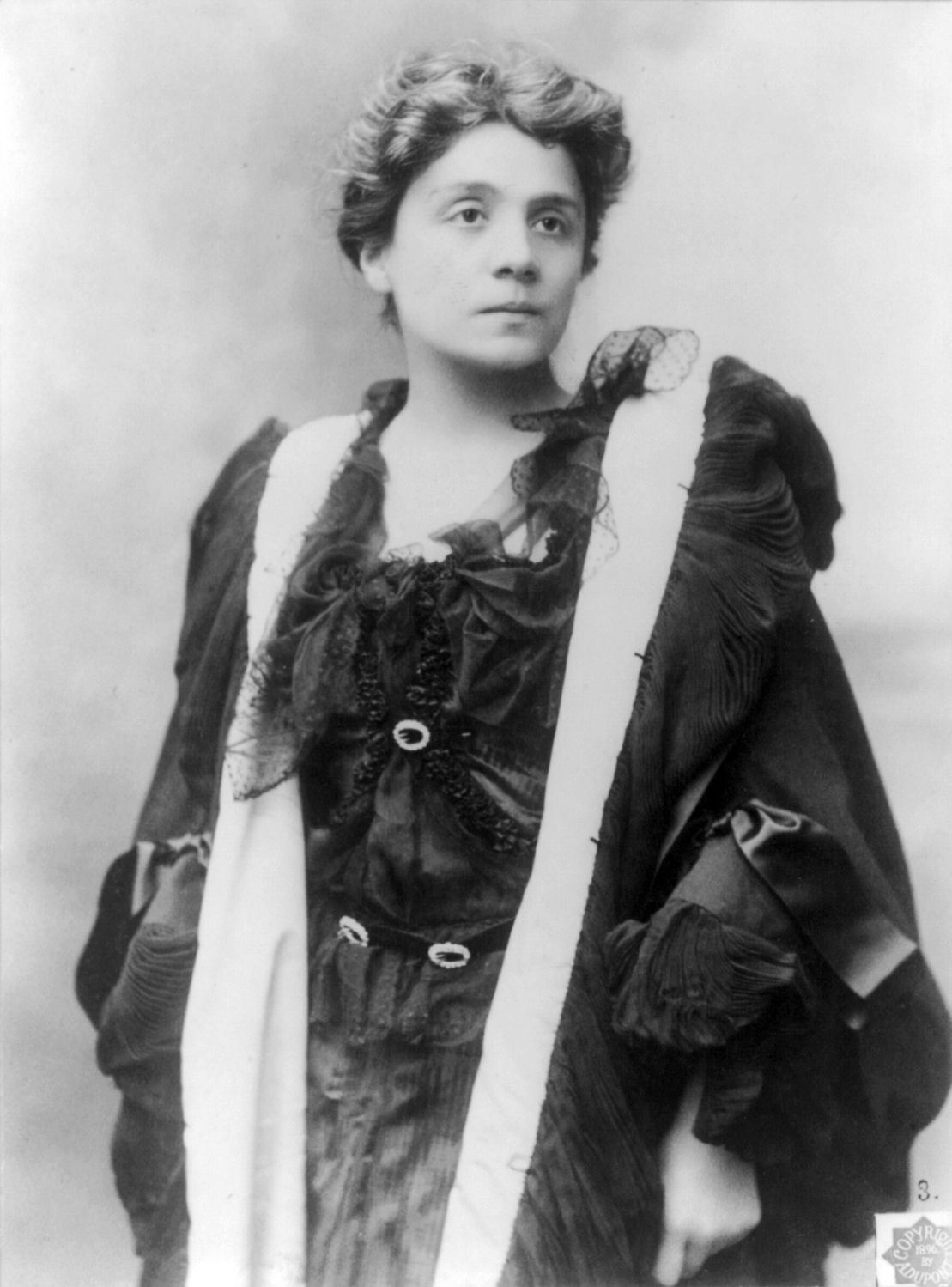
Eleonora Duse, 1890
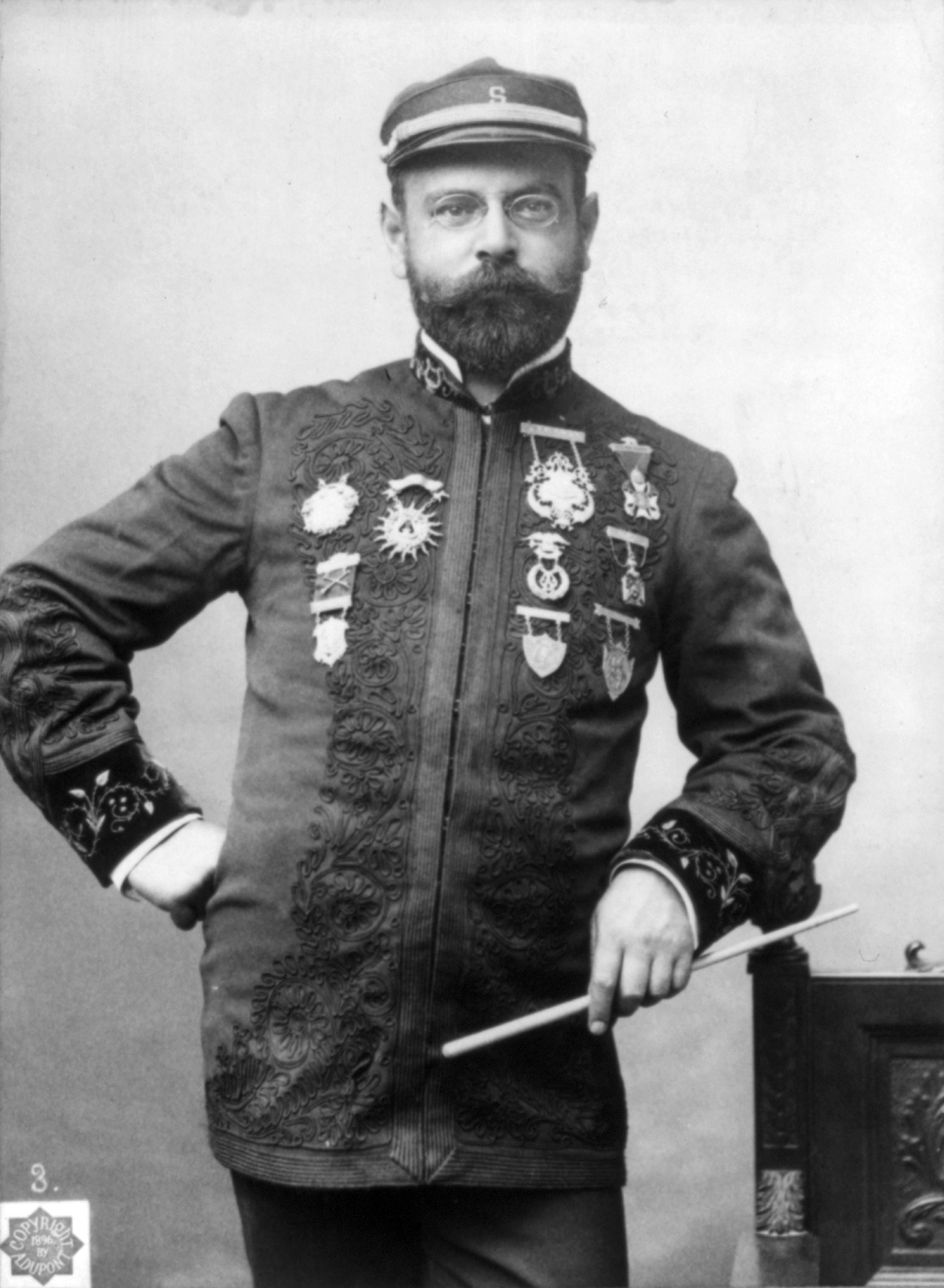
John Philip Sousa, 1896
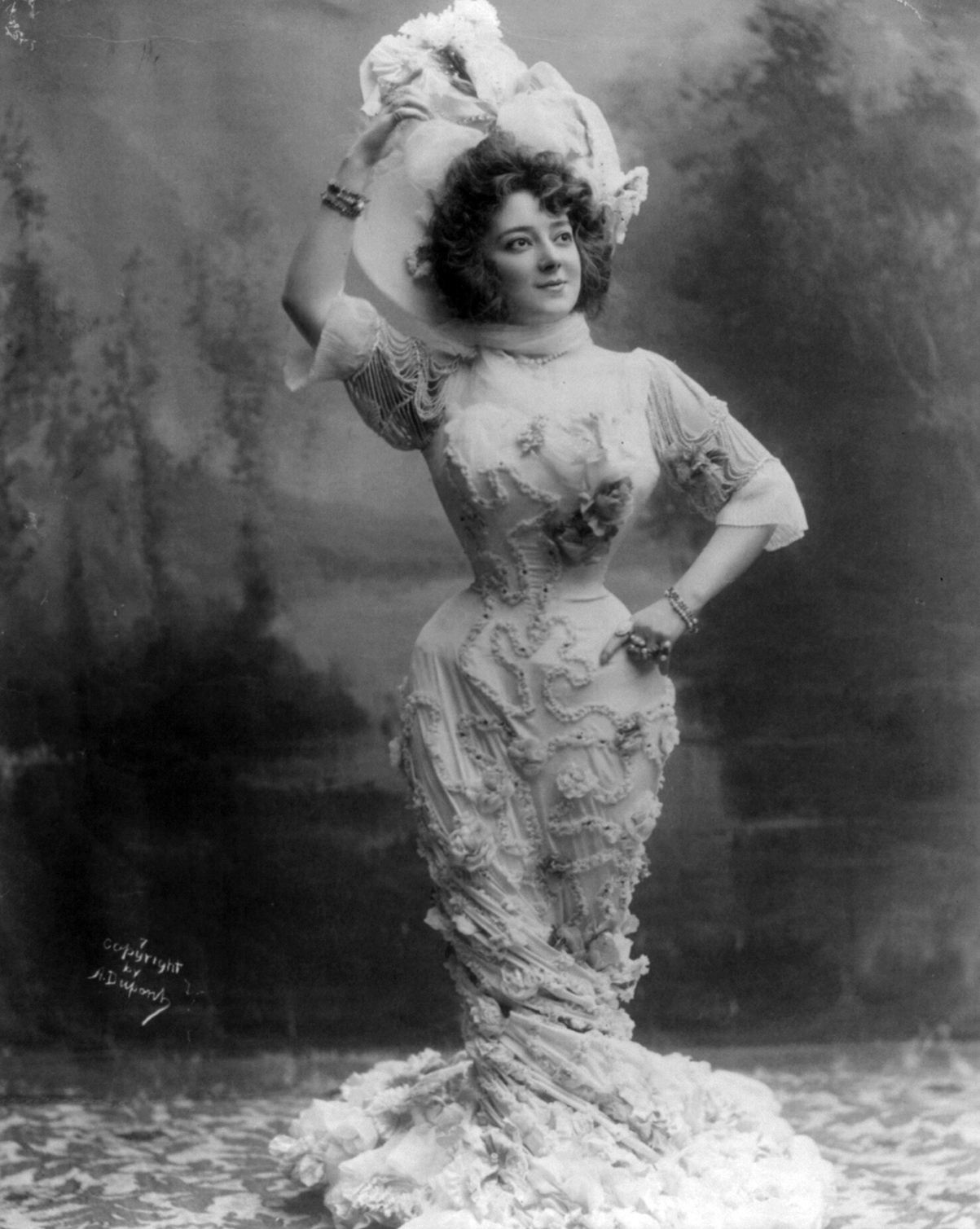
Anna Held
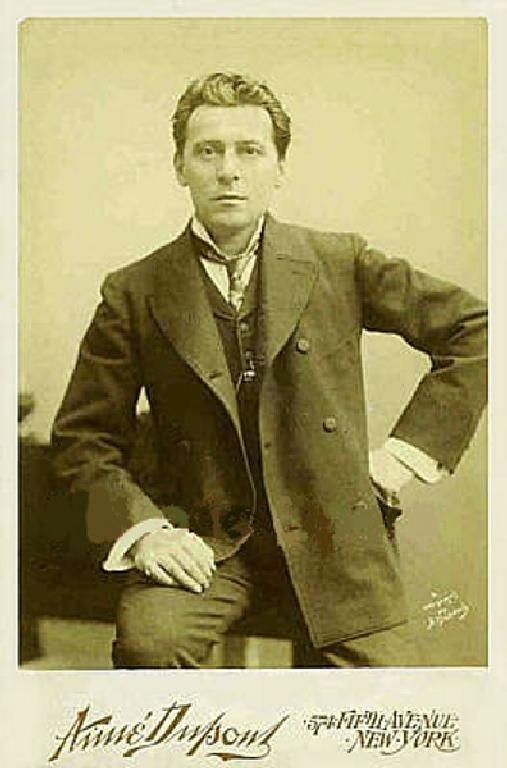
Giuseppe Campanari